# 스코치드 어스: 분노의 추격자
《스코치드 어스: 분노의 추격자》(영어: Scorched Earth)는 2018년 개봉한 캐나다와 미국의 종말물 SF 액션 스릴러 영화이다.

## 줄거리
그리 멀지 않은 미래에 지구는 클라우드 폴이라는 심각한 기후 위기로 황폐화된다. 현재 인류에게 가장 귀하게 여겨지는 물자 둘은 태브라고 불리는 정수기, 그리고 블랙 렁이라는 공기 전염성 병균을 막기 위해 호흡 마스크 안에 갈아 붙이는 은이다. 이에 화석 연료 차량의 운전이 전면 금지되었으며, 이를 위반한 무법자들을 추적하는 현상금 사냥꾼들이 넘쳐 난다. 주인공 게이지는 바로 이런 현상금 사냥꾼들 중 하나이다.

## 출연진
- 지나 커라노 - 게이지 역
- 존 해나 - 독 역
- 스테퍼니 베넷 - 멀리나 역
- 패트릭 길모어 - 그럽스 보안관 역
- 라이언 로빈스 - 토머스 잭슨 역
- 루비아 피터슨 - 차보 역
- 패트릭 서봉기 - 워맥 역
- 딘 S. 재거 - 리어 역
- 얼리샤 뉴턴 - 비어트리스 역
- 대니얼 베이컨 - 바텐더 역

## 기타 제작진
- 총괄 제작: 로버트 홀미 주니어, 짐 리브, 숀 윌리엄슨, 대니얼 지릴리